# Dounie
Dounie (Schots-Gaelisch: Dùnaidh) is een dorp in de Schotse lieutenancy Sutherland in het raadsgebied Highland.